# Добрыни (Максатихинский район)
Добрыни — село в Максатихинском районе Тверской области, входит в состав Рыбинского сельское поселение.

## География
Село находится в 27 км на север от центра поселения села Сельцы и в 47 км на север от районного центра посёлка Максатиха.

## История
В 1741 году на погосте Добрынская Пустынь была построена каменная Успенская церковь с 3 престолами.
В конце XIX — начале XX века погост Добрынская Пустынь входил в состав Заручьевской волости Бежецкого уезда Тверской губернии. 
С 1929 года село Добрыни являлось центром Добрынского сельсовета Максатихинского района Бежецкого округа Московской области, с 1935 года — в составе Калининской области, с 1954 года — в составе Дубищенского сельсовета, с 2005 года — в составе Будёновского сельского поселения, с 2014 года — в составе Рыбинского сельское поселение.

## Население
| 1859 | 2002 | 2008 | 2010 |
| ---- | ---- | ---- | ---- |
| 19   | ↘5   | ↘3   | ↘1   |

## Достопримечательности
В селе расположена недействующая Церковь Успения Пресвятой Богородицы (1741).